# Wereldkampioenschap honkbal vrouwen 2008
De derde editie van het Wereldkampioenschap honkbal voor vrouwen dat door de International Baseball Federation (IBAF) werd georganiseerd, vond plaats van 24 tot en met 29 augustus 2008 in Matsuyama, Japan. Het team van het gastland veroverde voor de eerste keer de wereldtitel.
Deelname
Er namen deze editie acht landen aan deel. Vijf landen namen voor de derde keer deel. Dit waren Australië, Canada, Japan, Taiwan en de Verenigde Staten. Het team van Hongkong nam voor de tweede keer deel en de teams van India en Zuid-Korea waren de debutanten op het toernooi.

## Toernooi

### Opzet
De eerste ronde van het toernooi werd in twee groepen van elk vier teams gespeeld en elk land speelde één keer tegen elk ander land. De nummers 3 en 4 van de ene groep speelden in de tweede ronde twee wedstrijden tegen de nummers 3 en 4 van de andere groep voor de plaatsen 5 tot en met 8. De nummers 1 en 2 speelden in de tweede ronde twee wedstrijden tegen de nummers 1 en 2 van de andere groep. Van deze top vier speelden de nummers 3 en 4 na deze wedstrijden om de 3e plaats, de nummers 1 en 2 de finale om de wereldtitel.
Bij gelijke stand waren eerst de onderlinge resultaten bepalend voor de eindrangschikking; was dit ook gelijk dan was het aantal runs tegen per inning (in de onderlinge resultaten) bepalend.
De wedstrijden werden gehouden over zeven innings, uitzonderingen hierop waren: een voorsprong van 10 punten na vijf innings of een voorsprong van twaalf punten na vier innings. Bij een gelijke stand na zeven innings werd door gespeeld tot een verschil werd bereikt.

### Eerste ronde
Groep A
| # | Land             | W | V |
| - | ---------------- | - | - |
| 1 | Verenigde Staten | 3 | 0 |
| 2 | Australië        | 2 | 1 |
| 3 | Taiwan           | 1 | 2 |
| 4 | India            | 0 | 3 |

| Datum | Winnaar          | Uitslag  | Verliezer |
| ----- | ---------------- | -------- | --------- |
| 24/08 | Verenigde Staten | 11-5     | Taiwan    |
| 24/08 | Australië        | 15-0 (5) | India     |
| 25/08 | Verenigde Staten | 27-0 (4) | India     |
| 25/08 | Australië        | 12-0 (6) | Taiwan    |
| 26/08 | Taiwan           | 6-0      | India     |
| 26/08 | Verenigde Staten | 11-1 (6) | Australië |

Groep B
| # | Land       | W | V |
| - | ---------- | - | - |
| 1 | Japan      | 3 | 0 |
| 2 | Canada     | 2 | 1 |
| 3 | Zuid-Korea | 1 | 2 |
| 4 | Hongkong   | 0 | 3 |

| Datum | Winnaar    | Uitslag  | Verliezer  |
| ----- | ---------- | -------- | ---------- |
| 24/08 | Canada     | 19-9 (5) | Hongkong   |
| 24/08 | Japan      | 11-0 (5) | Zuid-Korea |
| 25/08 | Zuid-Korea | 15-5 (5) | Hongkong   |
| 25/08 | Japan      | 12-2 (5) | Canada     |
| 26/08 | Canada     | 15-0 (4) | Zuid-Korea |
| 26/08 | Japan      | 24-1 (4) | Hongkong   |

### Tweede ronde
5e/8e plaats
| # | Land       | W | V |
| - | ---------- | - | - |
| 5 | Taiwan     | 3 | 0 |
| 6 | Zuid-Korea | 2 | 1 |
| 7 | India      | 1 | 2 |
| 8 | Hongkong   | 0 | 3 |

| Datum | Winnaar    | Uitslag  | Verliezer  |
| ----- | ---------- | -------- | ---------- |
| 27/08 | Taiwan     | 16-2 (4) | Hongkong   |
| 27/08 | Zuid-Korea | 9-7      | India      |
| 28/08 | India      | 8-6      | Hongkong   |
| 28/08 | Taiwan     | 16-1 (4) | Zuid-Korea |

1e/4e plaats
| # | Land             | W | V |
| - | ---------------- | - | - |
| 1 | Japan            | 3 | 0 |
| 2 | Canada           | 2 | 1 |
| 3 | Verenigde Staten | 1 | 2 |
| 4 | Australië        | 0 | 3 |

| Datum | Winnaar | Uitslag | Verliezer        |
| ----- | ------- | ------- | ---------------- |
| 27/08 | Canada  | 7-6     | Verenigde Staten |
| 27/08 | Japan   | 10-1    | Australië        |
| 28/08 | Canada  | 7-6     | Australië        |
| 28/08 | Japan   | 9-5     | Verenigde Staten |

### Finale ronde
| Datum | Ronde        | Winnaar          | Uitslag | Verliezer |
| ----- | ------------ | ---------------- | ------- | --------- |
| 29/08 | 3e/4e plaats | Verenigde Staten | 2-1     | Australië |
| 29/08 | Finale       | Japan            | 11-3    | Canada    |

2004 ·
2006 ·
2008 ·
2010 ·
2012 ·
2014 ·
2016 .
2018 ·
2021 .
2024